# Дегтяново
Дегтяново — деревня в Унечском районе Брянской области в составе Старосельского сельского поселения.

## География
Находится в центральной части Брянской области на расстоянии приблизительно 30 км на восток-северо-восток по прямой от вокзала железнодорожной станции Унеча.

## История
Основана в 1709 году как слобода Дегтяная, входила в Почепскую сотню Стародубского полка. В XVIII-XIX веках последовательно во владении Старосельских, Валькевичей, Гудовичей и других. В середине XX века работал колхоз «Верный путь». В 1859 году здесь (деревня Мглинского уезда Черниговской губернии) учтено было 15 дворов, в 1892—37. 

## Население
Численность населения: 156 человек (1859 год), 281 (1892), 82 человека (русские 98 %) в 2002 году, 52 в 2010.